# Massacre d'Azaya Kura
Le massacre d'Azaya Kura a lieu le 19 novembre 2014 pendant l'insurrection de Boko Haram.

## Déroulement
Le 19 novembre 2014, des hommes armés suspectés de faire partie de Boko Haram attaquent le village, situé dans la région de Mafa, à l'est de Maiduguri. Les assaillants arrivent à moto et incendient la moitié du village.
Mallam Bulama, le chef du village, déclare que 45 cadavres ont été comptés après l'attaque. Il y aurait également une cinquantaine de blessés selon des habitants. Musa Abbani, un commerçant réfugié à Maiduguri, lors de l'attaque déclare que : « les assaillants ont détruit plus de la moitié des maisons de notre village, mis le feu à plus de cinquante motos et à quatre voitures avant de partir avec des vivres et des bêtes »,.